# Giuseppe Maria Granniello
Giuseppe Maria Granniello, B. (Nápoles, 8 de fevereiro de 1834 – Roma, 8 de janeiro de 1896) foi um cardeal da Igreja Católica italiano.

## Biografia
Nasceu em 8 de fevereiro de 1834, em Nápoles, era filho de Luigi Granniello e Emanuela Madamigella. Seus estudos iniciais foram na Escola Barnabita Santa Maria di Caravaggio, em Nápoles. Entrou na Congregação dos Clérigos Regulares de São Paulo em agosto de 1850, fez o noviciado em San Agostino, em Resina, onde tomou o hábito em outubro de 1850 e professou em outubro de 1851. Estudou filosofia no Colégio San Filippo, Macerata, entre 1851 e 1853 e teologia em San Carlo ai Catinari, em Roma, em 1854. Professou os votos solenes em agosto de 1855.
Foi ordenado padre em 6 de junho de 1857, em Roma. Sua primeira tarefa após sua ordenação foi como professor de teologia em San Carlo ai Catinari, em Roma. Foi nomeado Conselheiro da Sacra Congregação de Indulgências e Relíquias Sagradas em 1867, da Sacra Congregação da Inquisição em 1873, da Sagrada Congregação do Concílio Tridentino em 1877 e da Sagrada Congregação para Assuntos Eclesiásticos Extraordinários em 1879. Foi procurador geral de sua ordem, entre 1877 e 1891. Em 8 de janeiro de 1892, foi nomeado como Secretário da Sagrada Congregação para os Bispos e Regulares.
Eleito arcebispo titular de Cæsarea Ponti em 29 de março de 1892, foi consagrado em 3 de abril do mesmo ano, na igreja de San Carlo ai Catinari, pelo cardeal Raffaele Monaco La Valletta, decano do Sacro Colégio dos Cardeais, coadjuvado por Vincenzo Leone Sallua, O.P., comissário da Inquisição, e por Francesco di Paola Cassetta, esmolér papal.
Foi criado cardeal pelo Papa Leão XIII, no Consistório de 12 de junho de 1893, recebendo o barrete vermelho e o título de cardeal-presbítero de Santos Ciríaco e Julita em 15 de junho do mesmo ano. Em 11 de julho de 1893, foi nomeado protetor da Ordem dos Frades Menores (Franciscanos).
Faleceu em 8 de janeiro de 1896, à tarde, depois de sofrer uma grave congestão visceral no dia 5 de janeiro anterior, em Roma. Foi velado na igreja de San Carlo ai Catinari, em Roma e sepultado no túmulo da Congregação dos Clérigos Regulares de São Paulo no cemitério Campo di Verano de Roma.